# Halsey (Sängerin)/Auszeichnungen für Musikverkäufe

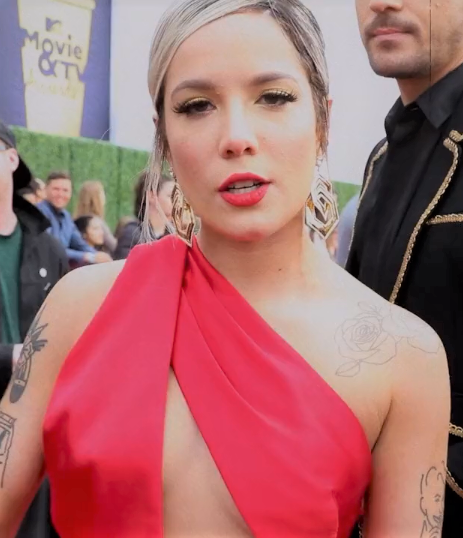
Halsey (2018)

Dies ist eine Übersicht über die Auszeichnungen für Musikverkäufe der US-amerikanischen Sängerin Halsey. Die Auszeichnungen finden sich nach ihrer Art (Gold, Platin usw.), nach Staaten getrennt in chronologischer Reihenfolge, geordnet sowie nach den Tonträgern selbst, ebenfalls in chronologischer Reihenfolge, getrennt nach Medium (Alben, Singles usw.), wieder.

## Auszeichnungen
| - Vereinigtes Königreich - 2017: für das Lied The Feeling - 2018: für die Single Now or Never - 2018: für die Single Colors - 2020: für die Single Graveyard - 2020: für das Lied Gasoline - 2021: für die Single New Americana - 2021: für die Single 11 Minutes - 2021: für das Lied Die for Me - 2022: für die Single Life’s a Mess - 2022: für die Single Forget Me Too - 2022: für die Single Castle - 2022: für die Single Stay with Me - 2022: für die Single Nightmare - 2023: für das Lied Sorry - 2024: für das Lied Control - 2024: für das Lied Could Have Been Me - Australien - 2017: für die Single Castle - 2017: für die Single Colors - 2017: für das Lied Gasoline - 2017: für die Single Ghost - 2017: für das Lied Hold Me Down - 2017: für die Single New Americana - 2021: für das Album Manic - 2021: für die Single Forget Me Too - 2023: für die Single Stay with Me - Belgien - 2018: für die Single Him & I - 2019: für die Single Eastside - Brasilien - 2017: für das Album Badlands - 2018: für das Album Hopeless Fountain Kingdom - 2023: für die Single Stay with Me - 2024: für die Single Suga’s Interlude - 2024: für die Single Finally // Beautiful Stranger - 2024: für das Lied Control - 2024: für die Single So Good - 2024: für die Single I Am Not a Woman, I’m a God - 2024: für die Single Alone - 2024: für die Single New Americana - 2024: für die Single Forget Me Too - Dänemark - 2019: für das Lied The Feeling - 2019: für das Album Badlands - 2019: für die Single Now or Never - 2020: für das Album Hopeless Fountain Kingdom - 2020: für die Single You Should Be Sad - 2021: für das Album Manic - 2022: für die Single Be Kind - 2025: für die Single Bad at Love - Deutschland - 2022: für die Single You Should Be Sad - Finnland - 2020: für das Album Badlands - 2020: für das Album Hopeless Fountain Kingdom - 2022: für die Single 11 Minutes - 2022: für die Single Boy with Luv - Frankreich - 2020: für die Single Without Me - 2022: für die Single Boy with Luv - Italien - 2017: für die Single Now or Never - 2021: für die Single Boy with Luv - 2021: für die Single You Should Be Sad - Kanada - 2019: für die Single 11 Minutes - 2019: für die Single Boy with Luv - 2022: für die Single The Other Girl - 2023: für die Single So Good - 2024: für das Lied Damage - Kolumbien - 2020: für die Single Boy with Luv - Mexiko - 2018: für die Single Now or Never - 2019: für das Album Hopeless Fountain Kingdom - 2019: für die Single Eastside - 2020: für die Single Graveyard - 2020: für die Single Be Kind - 2020: für die Single You Should Be Sad - Neuseeland - 2016: für das Lied The Feeling - 2020: für die Single You Should Be Sad - 2020: für die Single 11 Minutes - Niederlande - 2020: für das Album Manic - Norwegen - 2020: für die Single You Should Be Sad - 2020: für das Lied The Feeling - 2020: für die Single Be Kind - 2020: für die Single Graveyard - 2020: für die Single New Americana - 2020: für die Single Now or Never - Österreich - 2018: für die Single Him & I - 2019: für die Single Without Me - 2021: für die Single Be Kind - Polen - 2021: für das Lied Control - 2021: für die Single New Americana - 2021: für die Single Nightmare - 2023: für das Lied Sorry - 2023: für das Album Hopeless Fountain Kingdom - 2024: für die Single Graveyard - Portugal - 2019: für die Single Him & I - 2020: für die Single Be Kind - 2020: für die Single Graveyard - 2022: für das Lied Sorry - 2022: für die Single You Should Be Sad - Schweden - 2016: für das Lied The Feeling - 2021: für die Single Graveyard - 2021: für die Single You Should Be Sad - 2021: für das Album Badlands - 2021: für das Album Hopeless Fountain Kingdom - 2021: für die Single Now or Never - 2021: für die Single Bad at Love - 2021: für die Single Colors - 2021: für die Single Hurricane - 2021: für die Single New Americana - 2021: für das Lied Gasoline - Singapur - 2019: für das Album Badlands - 2019: für das Album Hopeless Fountain Kingdom - Spanien - 2024: für die Single Boy with Luv - 2024: für die Single Be Kind - 2024: für die Single Him & I - Vereinigte Staaten - 2019: für das Lied Is There Somewhere - 2019: für die Single Eyes Closed - 2019: für die Single Strangers - 2019: für die Single 11 Minutes - 2020: für das Lied Young God - 2020: für das Lied Drive - 2020: für die Single The Other Girl - 2021: für das Lied Roman Holiday - 2021: für das Lied Haunting - 2021: für die Single Finally // Beautiful Stranger - 2022: für die Single Not Afraid Anymore - 2023: für das Album If I Can’t Have Love, I Want Power - 2023: für das Lied I’m Not Mad - 2023: für das Lied Trouble - 2025: für die Single I Am Not a Woman, I’m a God - 2025: für das Lied Coming Down - 2025: für das Lied Still Learning - 2025: für die Single So Good - 2025: für das Lied Could Have Been Me - Vereinigtes Königreich - 2017: für das Album Badlands - 2021: für das Album Hopeless Fountain Kingdom - 2022: für das Album Manic - 2023: für die Single Boy with Luv - 2025: für die Single Be Kind - 2025: für die Single Bad at Love | - Australien - 2018: für die Single Bad at Love - 2019: für die Single 11 Minutes - 2019: für die Single Nightmare - 2020: für die Single You Should Be Sad - 2020: für die Single Boy with Luv - 2020: für die Single Be Kind - 2024: für das Lied The Feeling - 2024: für das Lied Die for Me - 2025: für das Album Badlands - 2025: für das Album Hopeless Fountain Kingdom - Belgien - 2019: für die Single Without Me - Brasilien - 2024: für die Single Nightmare - 2024: für das Lied Gasoline - 2024: für das Lied Die for Me - 2024: für das Lied Sorry - 2024: für die Single Now or Never - 2024: für die Single Castle - 2024: für die Single Strangers - 2024: für das Lied The Feeling - 2024: für die Single 11 Minutes - 2024: für das Lied Walls Could Talk - Dänemark - 2023: für die Single Him & I - Deutschland - 2022: für die Single Eastside - 2022: für die Single Without Me - Frankreich - 2023: für die Single Eastside - Italien - 2016: für die Single New Americana - 2019: für die Single Without Me - 2019: für die Single Eastside - 2021: für die Single Be Kind - 2024: für die Single Him & I - Japan - 2021: für das Streaming Closer - Kanada - 2017: für die Single Now or Never - 2019: für die Single New Americana - 2019: für die Single Alone - 2019: für das Album Hopeless Fountain Kingdom - 2019: für die Single Nightmare - 2023: für das Lied The Feeling - Mexiko - 2020: für das Album Manic - Neuseeland - 2018: für das Album Badlands - 2019: für das Album Hopeless Fountain Kingdom - 2020: für die Single Colors - 2020: für die Single Graveyard - 2021: für die Single New Americana - 2021: für die Single Boy with Luv - 2021: für die Single Alone - 2022: für das Album Manic - 2023: für das Lied Gasoline - Niederlande - 2016: für die Single Closer - Norwegen - 2020: für das Album Hopeless Fountain Kingdom - 2020: für das Album Badlands - 2020: für das Album Manic - Österreich - 2017: für die Single Closer - Philippinen - 2018: für das Album Badlands - 2018: für das Album Hopeless Fountain Kingdom - Polen - 2021: für die Single Colors - 2021: für das Lied Gasoline - 2021: für die Single You Should Be Sad - 2023: für das Album Manic - 2023: für das Album Badlands - Schweden - 2018: für die Single Him & I - 2018: für die Single Eastside - Schweiz - 2019: für die Single Him & I - 2022: für die Single Nightmare - Singapur - 2021: für das Album Manic - Spanien - 2023: für die Single Without Me - 2024: für die Single Eastside - Südkorea - 2021: für die Single Boy with Luv - Vereinigte Staaten - 2019: für die Single Ghost - 2019: für die Single Hurricane - 2020: für das Lied Hold Me Down - 2020: für das Lied Control - 2020: für das Lied The Feeling - 2021: für das Lied Die for Me - 2021: für das Lied Sorry - 2021: für die Single Forget Me Too - 2021: für die Single Life’s a Mess - 2025: für das Lied Walls Could Talk - Vereinigtes Königreich - 2021: für die Single You Should Be Sad - 2021: für die Single Him & I - Deutschland - 2023: für die Single Him & I - Mexiko - 2020: für die Single Without Me - Australien - 2017: für die Single Now or Never - 2018: für die Single Him & I - 2020: für die Single Graveyard - Brasilien - 2024: für die Single Graveyard - 2024: für die Single Bad at Love - 2024: für die Single You Should Be Sad - 2024: für die Single Colors - Dänemark - 2021: für die Single Without Me - Deutschland - 2023: für die Single Closer - Japan - 2023: für das Streaming Boy with Luv - Kanada - 2020: für die Single Graveyard - 2021: für das Album Manic - 2023: für das Lied Die for Me - 2025: für die Single Forget Me Too - 2025: für das Album Badlands - Neuseeland - 2021: für die Single Now or Never - 2022: für die Single Him & I - 2023: für die Single Bad at Love - Norwegen - 2020: für die Single Without Me - 2020: für die Single Him & I - Polen - 2021: für die Single Eastside - 2021: für die Single Be Kind - Portugal - 2019: für die Single Closer - 2020: für die Single Without Me - Schweiz - 2018: für die Single Closer - Vereinigte Staaten - 2020: für das Album Badlands - 2021: für die Single Graveyard - 2022: für das Album Hopeless Fountain Kingdom - 2022: für das Album Manic - 2022: für die Single New Americana - 2022: für die Single Be Kind - 2023: für die Single Castle - 2025: für die Single Alone - 2025: für die Single Nightmare | - Mexiko - 2019: für die Single Boy with Luv - 2025: für die Single Closer - Belgien - 2017: für die Single Closer - Dänemark - 2020: für die Single Closer - 2023: für die Single Eastside - Finnland - 2020: für die Single Without Me - Kanada - 2019: für die Single Him & I - 2019: für die Single Bad at Love - 2020: für die Single You Should Be Sad - 2021: für die Single Be Kind - Norwegen - 2020: für die Single Closer - 2020: für die Single Eastside - Polen - 2021: für die Single Him & I - 2023: für die Single Without Me - Portugal - 2020: für die Single Eastside - Schweden - 2021: für die Single Without Me - Spanien - 2024: für die Single Closer - Südkorea - 2022: für das Streaming Boy with Luv - Vereinigte Staaten - 2020: für die Single Now or Never - 2021: für die Single Him & I - 2023: für die Single You Should Be Sad - 2025: für die Single Colors - 2025: für das Lied Gasoline - Vereinigtes Königreich - 2024: für die Single Without Me - Argentinien - 2020: für das Album Manic - Kanada - 2019: für die Single Eastside - Schweden - 2017: für die Single Closer - Vereinigtes Königreich - 2024: für die Single Eastside - 2024: für die Single Closer - Italien - 2018: für die Single Closer - Neuseeland - 2024: für die Single Without Me - Vereinigte Staaten - 2024: für die Single Eastside - Australien - 2020: für die Single Without Me - Neuseeland - 2024: für die Single Eastside - Vereinigte Staaten - 2025: für die Single Bad at Love - Kanada - 2020: für die Single Without Me - Neuseeland - 2024: für die Single Closer - Vereinigte Staaten - 2025: für die Single Without Me - Vereinigte Staaten - 2022: für die Single Closer - Australien - 2025: für die Single Eastside - Australien - 2022: für die Single Closer - Brasilien - 2020: für das Album Manic - 2024: für die Single Eastside - 2024: für die Single Be Kind - Frankreich - 2017: für die Single Closer - 2024: für die Single Him & I - Japan - 2019: für die Single Boy with Luv - Polen - 2017: für die Single Closer - Kanada - 2024: für die Single Closer - Mexiko - 2020: für die Single Without Me - 2025: für die Single Closer - Polen - 2021: für die Single Boy with Luv - Brasilien - 2023: für die Single Closer - Brasilien - 2024: für die Single Without Me |

## Auszeichnungen nach Alben

### Badlands
| Land/Region                  | Auszeichnungen für Musikverkäufe (Land/Region, Auszeichnung, Verkäufe) | Verkäufe  |
| ---------------------------- | ---------------------------------------------------------------------- | --------- |
| Australien (ARIA)            | Platin                                                                 | 70.000    |
| Brasilien (PMB)              | Gold                                                                   | 20.000    |
| Dänemark (IFPI)              | Gold                                                                   | 10.000    |
| Finnland (IFPI)              | Gold                                                                   | 10.000    |
| Kanada (MC)                  | 2× Platin                                                              | 160.000   |
| Neuseeland (RMNZ)            | Platin                                                                 | 15.000    |
| Norwegen (IFPI)              | Platin                                                                 | 20.000    |
| Philippinen (PARI)           | Platin                                                                 | 15.000    |
| Polen (ZPAV)                 | Platin                                                                 | 20.000    |
| Schweden (IFPI)              | Gold                                                                   | 15.000    |
| Singapur (RIAS)              | Gold                                                                   | 5.000     |
| Vereinigte Staaten (RIAA)    | 2× Platin                                                              | 2.000.000 |
| Vereinigtes Königreich (BPI) | Gold                                                                   | 100.000   |
| Insgesamt                    | 6× Gold · 9× Platin ·                                                  | 2.460.000 |

### Hopeless Fountain Kingdom
| Land/Region                  | Auszeichnungen für Musikverkäufe (Land/Region, Auszeichnung, Verkäufe) | Verkäufe  |
| ---------------------------- | ---------------------------------------------------------------------- | --------- |
| Australien (ARIA)            | Platin                                                                 | 70.000    |
| Brasilien (PMB)              | Gold                                                                   | 20.000    |
| Dänemark (IFPI)              | Gold                                                                   | 10.000    |
| Finnland (IFPI)              | Gold                                                                   | 10.000    |
| Kanada (MC)                  | Platin                                                                 | 80.000    |
| Mexiko (AMPROFON)            | Gold                                                                   | 30.000    |
| Neuseeland (RMNZ)            | Platin                                                                 | 15.000    |
| Norwegen (IFPI)              | Platin                                                                 | 20.000    |
| Philippinen (PARI)           | Platin                                                                 | 15.000    |
| Polen (ZPAV)                 | Gold                                                                   | 10.000    |
| Schweden (IFPI)              | Gold                                                                   | 15.000    |
| Singapur (RIAS)              | Gold                                                                   | 5.000     |
| Vereinigte Staaten (RIAA)    | 2× Platin                                                              | 2.000.000 |
| Vereinigtes Königreich (BPI) | Gold                                                                   | 100.000   |
| Insgesamt                    | 8× Gold · 7× Platin ·                                                  | 2.400.000 |

### Manic
| Land/Region                  | Auszeichnungen für Musikverkäufe (Land/Region, Auszeichnung, Verkäufe) | Verkäufe  |
| ---------------------------- | ---------------------------------------------------------------------- | --------- |
| Argentinien (CAPIF)          | 5× Platin                                                              | 100.000   |
| Australien (ARIA)            | Gold                                                                   | 35.000    |
| Brasilien (PMB)              | Diamant                                                                | 160.000   |
| Dänemark (IFPI)              | Gold                                                                   | 10.000    |
| Kanada (MC)                  | 2× Platin                                                              | 160.000   |
| Mexiko (AMPROFON)            | Platin                                                                 | 60.000    |
| Neuseeland (RMNZ)            | Platin                                                                 | 15.000    |
| Niederlande (NVPI)           | Gold                                                                   | 20.000    |
| Norwegen (IFPI)              | Platin                                                                 | 20.000    |
| Polen (ZPAV)                 | Platin                                                                 | 20.000    |
| Singapur (RIAS)              | Platin                                                                 | 10.000    |
| Vereinigte Staaten (RIAA)    | 2× Platin                                                              | 2.000.000 |
| Vereinigtes Königreich (BPI) | Gold                                                                   | 100.000   |
| Insgesamt                    | 4× Gold · 14× Platin · 1× Diamant ·                                    | 2.710.000 |

### If I Can’t Have Love, I Want Power
| Land/Region               | Auszeichnungen für Musikverkäufe (Land/Region, Auszeichnung, Verkäufe) | Verkäufe |
| ------------------------- | ---------------------------------------------------------------------- | -------- |
| Vereinigte Staaten (RIAA) | Gold                                                                   | 500.000  |
| Insgesamt                 | 1× Gold ·                                                              | 500.000  |

## Auszeichnungen nach Singles

### Ghost
| Land/Region               | Auszeichnungen für Musikverkäufe (Land/Region, Auszeichnung, Verkäufe) | Verkäufe  |
| ------------------------- | ---------------------------------------------------------------------- | --------- |
| Australien (ARIA)         | Gold                                                                   | 35.000    |
| Vereinigte Staaten (RIAA) | Platin                                                                 | 1.000.000 |
| Insgesamt                 | 1× Gold · 1× Platin ·                                                  | 1.035.000 |

### Hurricane
| Land/Region               | Auszeichnungen für Musikverkäufe (Land/Region, Auszeichnung, Verkäufe) | Verkäufe  |
| ------------------------- | ---------------------------------------------------------------------- | --------- |
| Schweden (IFPI)           | Gold                                                                   | 40.000    |
| Vereinigte Staaten (RIAA) | Platin                                                                 | 1.000.000 |
| Insgesamt                 | 1× Gold · 1× Platin ·                                                  | 1.040.000 |

### New Americana
| Land/Region                  | Auszeichnungen für Musikverkäufe (Land/Region, Auszeichnung, Verkäufe) | Verkäufe  |
| ---------------------------- | ---------------------------------------------------------------------- | --------- |
| Australien (ARIA)            | Gold                                                                   | 35.000    |
| Brasilien (PMB)              | Gold                                                                   | 30.000    |
| Italien (FIMI)               | Platin                                                                 | 50.000    |
| Kanada (MC)                  | Platin                                                                 | 80.000    |
| Neuseeland (RMNZ)            | Platin                                                                 | 30.000    |
| Norwegen (IFPI)              | Gold                                                                   | 30.000    |
| Polen (ZPAV)                 | Gold                                                                   | 25.000    |
| Schweden (IFPI)              | Gold                                                                   | 40.000    |
| Vereinigte Staaten (RIAA)    | 2× Platin                                                              | 2.000.000 |
| Vereinigtes Königreich (BPI) | Silber                                                                 | 200.000   |
| Insgesamt                    | 1× Silber · 5× Gold · 5× Platin ·                                      | 2.520.000 |

### Castle
| Land/Region                  | Auszeichnungen für Musikverkäufe (Land/Region, Auszeichnung, Verkäufe) | Verkäufe  |
| ---------------------------- | ---------------------------------------------------------------------- | --------- |
| Australien (ARIA)            | Gold                                                                   | 35.000    |
| Brasilien (PMB)              | Platin                                                                 | 60.000    |
| Vereinigte Staaten (RIAA)    | 2× Platin                                                              | 2.000.000 |
| Vereinigtes Königreich (BPI) | Silber                                                                 | 200.000   |
| Insgesamt                    | 1× Silber · 1× Gold · 3× Platin ·                                      | 2.295.000 |

### Colors
| Land/Region                  | Auszeichnungen für Musikverkäufe (Land/Region, Auszeichnung, Verkäufe) | Verkäufe  |
| ---------------------------- | ---------------------------------------------------------------------- | --------- |
| Australien (ARIA)            | Gold                                                                   | 35.000    |
| Brasilien (PMB)              | 2× Platin                                                              | 120.000   |
| Neuseeland (RMNZ)            | Platin                                                                 | 30.000    |
| Polen (ZPAV)                 | Platin                                                                 | 50.000    |
| Schweden (IFPI)              | Gold                                                                   | 40.000    |
| Vereinigte Staaten (RIAA)    | 3× Platin                                                              | 3.000.000 |
| Vereinigtes Königreich (BPI) | Silber                                                                 | 200.000   |
| Insgesamt                    | 1× Silber · 2× Gold · 7× Platin ·                                      | 3.475.000 |

### Closer
| Land/Region                  | Auszeichnungen für Musikverkäufe (Land/Region, Auszeichnung, Verkäufe) | Verkäufe   |
| ---------------------------- | ---------------------------------------------------------------------- | ---------- |
| Australien (ARIA)            | 20× Platin                                                             | 1.400.000  |
| Belgien (BRMA)               | 3× Platin                                                              | 90.000     |
| Brasilien (PMB)              | 3× Diamant                                                             | 750.000    |
| Dänemark (IFPI)              | 3× Platin                                                              | 270.000    |
| Deutschland (BVMI)           | 2× Platin                                                              | 800.000    |
| Frankreich (SNEP)            | Diamant                                                                | 233.333    |
| Italien (FIMI)               | 6× Platin                                                              | 300.000    |
| Kanada (MC)                  | 2× Diamant                                                             | 1.600.000  |
| Mexiko (AMPROFON)            | 2× Diamant · + 5× Gold                                                 | 750.000    |
| Neuseeland (RMNZ)            | 9× Platin                                                              | 270.000    |
| Niederlande (NVPI)           | Platin                                                                 | 40.000     |
| Norwegen (IFPI)              | 3× Platin                                                              | 180.000    |
| Österreich (IFPI)            | Platin                                                                 | 30.000     |
| Polen (ZPAV)                 | Diamant                                                                | 100.000    |
| Portugal (AFP)               | 2× Platin                                                              | 20.000     |
| Schweden (IFPI)              | 5× Platin                                                              | 200.000    |
| Schweiz (IFPI)               | 2× Platin                                                              | 40.000     |
| Spanien (Promusicae)         | 3× Platin                                                              | 240.000    |
| Vereinigte Staaten (RIAA)    | 15× Platin                                                             | 15.000.000 |
| Vereinigtes Königreich (BPI) | 5× Platin                                                              | 3.000.000  |
| Insgesamt                    | 1× Gold · 72× Platin · 10× Diamant ·                                   | 25.273.333 |

### Not Afraid Anymore
| Land/Region               | Auszeichnungen für Musikverkäufe (Land/Region, Auszeichnung, Verkäufe) | Verkäufe |
| ------------------------- | ---------------------------------------------------------------------- | -------- |
| Vereinigte Staaten (RIAA) | Gold                                                                   | 500.000  |
| Insgesamt                 | 1× Gold ·                                                              | 500.000  |

### Now or Never
| Land/Region                  | Auszeichnungen für Musikverkäufe (Land/Region, Auszeichnung, Verkäufe) | Verkäufe  |
| ---------------------------- | ---------------------------------------------------------------------- | --------- |
| Australien (ARIA)            | 2× Platin                                                              | 140.000   |
| Brasilien (PMB)              | Platin                                                                 | 40.000    |
| Dänemark (IFPI)              | Gold                                                                   | 45.000    |
| Italien (FIMI)               | Gold                                                                   | 25.000    |
| Kanada (MC)                  | Platin                                                                 | 80.000    |
| Mexiko (AMPROFON)            | Gold                                                                   | 30.000    |
| Neuseeland (RMNZ)            | 2× Platin                                                              | 60.000    |
| Norwegen (IFPI)              | Gold                                                                   | 30.000    |
| Schweden (IFPI)              | Gold                                                                   | 40.000    |
| Vereinigte Staaten (RIAA)    | 3× Platin                                                              | 3.000.000 |
| Vereinigtes Königreich (BPI) | Silber                                                                 | 200.000   |
| Insgesamt                    | 1× Silber · 5× Gold · 9× Platin ·                                      | 3.690.000 |

### Eyes Closed
| Land/Region               | Auszeichnungen für Musikverkäufe (Land/Region, Auszeichnung, Verkäufe) | Verkäufe |
| ------------------------- | ---------------------------------------------------------------------- | -------- |
| Vereinigte Staaten (RIAA) | Gold                                                                   | 500.000  |
| Insgesamt                 | 1× Gold ·                                                              | 500.000  |

### Strangers
| Land/Region               | Auszeichnungen für Musikverkäufe (Land/Region, Auszeichnung, Verkäufe) | Verkäufe |
| ------------------------- | ---------------------------------------------------------------------- | -------- |
| Brasilien (PMB)           | Platin                                                                 | 40.000   |
| Vereinigte Staaten (RIAA) | Gold                                                                   | 500.000  |
| Insgesamt                 | 1× Gold · 1× Platin ·                                                  | 540.000  |

### Bad at Love
| Land/Region                  | Auszeichnungen für Musikverkäufe (Land/Region, Auszeichnung, Verkäufe) | Verkäufe  |
| ---------------------------- | ---------------------------------------------------------------------- | --------- |
| Australien (ARIA)            | Platin                                                                 | 70.000    |
| Brasilien (PMB)              | 2× Platin                                                              | 80.000    |
| Dänemark (IFPI)              | Gold                                                                   | 45.000    |
| Kanada (MC)                  | 3× Platin                                                              | 240.000   |
| Neuseeland (RMNZ)            | 2× Platin                                                              | 60.000    |
| Schweden (IFPI)              | Gold                                                                   | 40.000    |
| Vereinigte Staaten (RIAA)    | 8× Platin                                                              | 8.000.000 |
| Vereinigtes Königreich (BPI) | Gold                                                                   | 400.000   |
| Insgesamt                    | 3× Gold · 16× Platin ·                                                 | 8.935.000 |

### Him & I
| Land/Region                  | Auszeichnungen für Musikverkäufe (Land/Region, Auszeichnung, Verkäufe) | Verkäufe  |
| ---------------------------- | ---------------------------------------------------------------------- | --------- |
| Australien (ARIA)            | 2× Platin                                                              | 140.000   |
| Belgien (BRMA)               | Gold                                                                   | 15.000    |
| Dänemark (IFPI)              | Platin                                                                 | 90.000    |
| Deutschland (BVMI)           | 3× Gold                                                                | 600.000   |
| Frankreich (SNEP)            | Diamant                                                                | 333.333   |
| Italien (FIMI)               | Platin                                                                 | 100.000   |
| Kanada (MC)                  | 3× Platin                                                              | 240.000   |
| Neuseeland (RMNZ)            | 2× Platin                                                              | 60.000    |
| Norwegen (IFPI)              | 2× Platin                                                              | 120.000   |
| Österreich (IFPI)            | Gold                                                                   | 15.000    |
| Polen (ZPAV)                 | 3× Platin                                                              | 60.000    |
| Portugal (AFP)               | Gold                                                                   | 5.000     |
| Schweden (IFPI)              | Platin                                                                 | 80.000    |
| Schweiz (IFPI)               | Platin                                                                 | 20.000    |
| Spanien (Promusicae)         | Gold                                                                   | 30.000    |
| Vereinigte Staaten (RIAA)    | 3× Platin                                                              | 3.000.000 |
| Vereinigtes Königreich (BPI) | Platin                                                                 | 600.000   |
| Insgesamt                    | 5× Gold · 21× Platin · 1× Diamant ·                                    | 5.508.333 |

### Alone
| Land/Region               | Auszeichnungen für Musikverkäufe (Land/Region, Auszeichnung, Verkäufe) | Verkäufe  |
| ------------------------- | ---------------------------------------------------------------------- | --------- |
| Brasilien (PMB)           | Gold                                                                   | 20.000    |
| Kanada (MC)               | Gold                                                                   | 40.000    |
| Neuseeland (RMNZ)         | Platin                                                                 | 30.000    |
| Vereinigte Staaten (RIAA) | 2× Platin                                                              | 2.000.000 |
| Insgesamt                 | 2× Gold · 3× Platin ·                                                  | 2.090.000 |

### Eastside
| Land/Region                  | Auszeichnungen für Musikverkäufe (Land/Region, Auszeichnung, Verkäufe) | Verkäufe   |
| ---------------------------- | ---------------------------------------------------------------------- | ---------- |
| Australien (ARIA)            | 17× Platin                                                             | 1.190.000  |
| Belgien (BRMA)               | Gold                                                                   | 20.000     |
| Brasilien (PMB)              | Diamant                                                                | 160.000    |
| Dänemark (IFPI)              | 3× Platin                                                              | 270.000    |
| Deutschland (BVMI)           | Platin                                                                 | 400.000    |
| Frankreich (SNEP)            | Platin                                                                 | 200.000    |
| Italien (FIMI)               | Platin                                                                 | 50.000     |
| Kanada (MC)                  | 5× Platin                                                              | 400.000    |
| Mexiko (AMPROFON)            | Gold                                                                   | 30.000     |
| Neuseeland (RMNZ)            | 8× Platin                                                              | 240.000    |
| Norwegen (IFPI)              | 3× Platin                                                              | 180.000    |
| Polen (ZPAV)                 | 2× Platin                                                              | 100.000    |
| Portugal (AFP)               | 3× Platin                                                              | 30.000     |
| Schweden (IFPI)              | Platin                                                                 | 80.000     |
| Spanien (Promusicae)         | Platin                                                                 | 60.000     |
| Vereinigte Staaten (RIAA)    | 7× Platin                                                              | 7.000.000  |
| Vereinigtes Königreich (BPI) | 4× Platin                                                              | 2.400.000  |
| Insgesamt                    | 2× Gold · 57× Platin · 1× Diamant ·                                    | 12.790.000 |

### Without Me
| Land/Region                  | Auszeichnungen für Musikverkäufe (Land/Region, Auszeichnung, Verkäufe) | Verkäufe   |
| ---------------------------- | ---------------------------------------------------------------------- | ---------- |
| Australien (ARIA)            | 8× Platin                                                              | 560.000    |
| Belgien (BRMA)               | Platin                                                                 | 40.000     |
| Brasilien (PMB)              | 4× Diamant                                                             | 640.000    |
| Dänemark (IFPI)              | 2× Platin                                                              | 180.000    |
| Deutschland (BVMI)           | Platin                                                                 | 400.000    |
| Finnland (IFPI)              | 3× Platin                                                              | 120.000    |
| Frankreich (SNEP)            | Gold                                                                   | 100.000    |
| Italien (FIMI)               | Platin                                                                 | 50.000     |
| Kanada (MC)                  | 9× Platin                                                              | 720.000    |
| Mexiko (AMPROFON)            | 2× Diamant · + 3× Gold                                                 | 690.000    |
| Neuseeland (RMNZ)            | 6× Platin                                                              | 180.000    |
| Norwegen (IFPI)              | 2× Platin                                                              | 120.000    |
| Österreich (IFPI)            | Gold                                                                   | 15.000     |
| Polen (ZPAV)                 | 3× Platin                                                              | 150.000    |
| Portugal (AFP)               | 2× Platin                                                              | 20.000     |
| Schweden (IFPI)              | 3× Platin                                                              | 240.000    |
| Spanien (Promusicae)         | Platin                                                                 | 60.000     |
| Vereinigte Staaten (RIAA)    | 12× Platin                                                             | 12.000.000 |
| Vereinigtes Königreich (BPI) | 3× Platin                                                              | 1.800.000  |
| Insgesamt                    | 3× Gold · 48× Platin · 7× Diamant ·                                    | 18.085.000 |

### 11 Minutes
| Land/Region                  | Auszeichnungen für Musikverkäufe (Land/Region, Auszeichnung, Verkäufe) | Verkäufe |
| ---------------------------- | ---------------------------------------------------------------------- | -------- |
| Australien (ARIA)            | Platin                                                                 | 70.000   |
| Brasilien (PMB)              | Platin                                                                 | 40.000   |
| Finnland (IFPI)              | Gold                                                                   | 20.000   |
| Kanada (MC)                  | Gold                                                                   | 40.000   |
| Neuseeland (RMNZ)            | Gold                                                                   | 15.000   |
| Vereinigte Staaten (RIAA)    | Gold                                                                   | 500.000  |
| Vereinigtes Königreich (BPI) | Silber                                                                 | 200.000  |
| Insgesamt                    | 1× Silber · 4× Gold · 2× Platin ·                                      | 885.000  |

### Boy with Luv
| Land/Region                  | Auszeichnungen für Musikverkäufe (Land/Region, Auszeichnung, Verkäufe) | Verkäufe  |
| ---------------------------- | ---------------------------------------------------------------------- | --------- |
| Australien (ARIA)            | Platin                                                                 | 70.000    |
| Finnland (IFPI)              | Gold                                                                   | 20.000    |
| Frankreich (SNEP)            | Gold                                                                   | 100.000   |
| Italien (FIMI)               | Gold                                                                   | 35.000    |
| Japan (RIAJ)                 | Diamant                                                                | 1.000.000 |
| Kanada (MC)                  | Gold                                                                   | 40.000    |
| Kolumbien (ASINCOL)          | Gold                                                                   | 5.000     |
| Mexiko (AMPROFON)            | 5× Gold                                                                | 150.000   |
| Neuseeland (RMNZ)            | Platin                                                                 | 30.000    |
| Polen (ZPAV)                 | 2× Diamant                                                             | 500.000   |
| Spanien (Promusicae)         | Gold                                                                   | 30.000    |
| Südkorea (KMCA)              | Platin                                                                 | 2.500.000 |
| Vereinigte Staaten (RIAA)    | Platin                                                                 | 1.000.000 |
| Vereinigtes Königreich (BPI) | Gold                                                                   | 400.000   |
| Insgesamt                    | 8× Gold · 6× Platin · 3× Diamant ·                                     | 5.880.000 |

### Nightmare
| Land/Region                  | Auszeichnungen für Musikverkäufe (Land/Region, Auszeichnung, Verkäufe) | Verkäufe  |
| ---------------------------- | ---------------------------------------------------------------------- | --------- |
| Australien (ARIA)            | Platin                                                                 | 70.000    |
| Brasilien (PMB)              | Platin                                                                 | 40.000    |
| Kanada (MC)                  | Platin                                                                 | 80.000    |
| Polen (ZPAV)                 | Gold                                                                   | 25.000    |
| Schweiz (IFPI)               | Platin                                                                 | 20.000    |
| Vereinigte Staaten (RIAA)    | 2× Platin                                                              | 2.000.000 |
| Vereinigtes Königreich (BPI) | Silber                                                                 | 200.000   |
| Insgesamt                    | 1× Silber · 1× Gold · 6× Platin ·                                      | 2.420.000 |

### Graveyard
| Land/Region                  | Auszeichnungen für Musikverkäufe (Land/Region, Auszeichnung, Verkäufe) | Verkäufe  |
| ---------------------------- | ---------------------------------------------------------------------- | --------- |
| Australien (ARIA)            | 2× Platin                                                              | 140.000   |
| Brasilien (PMB)              | 2× Platin                                                              | 80.000    |
| Kanada (MC)                  | 2× Platin                                                              | 160.000   |
| Mexiko (AMPROFON)            | Gold                                                                   | 30.000    |
| Neuseeland (RMNZ)            | Platin                                                                 | 30.000    |
| Norwegen (IFPI)              | Gold                                                                   | 30.000    |
| Polen (ZPAV)                 | Gold                                                                   | 25.000    |
| Portugal (AFP)               | Gold                                                                   | 5.000     |
| Schweden (IFPI)              | Gold                                                                   | 40.000    |
| Vereinigte Staaten (RIAA)    | 2× Platin                                                              | 2.000.000 |
| Vereinigtes Königreich (BPI) | Silber                                                                 | 200.000   |
| Insgesamt                    | 1× Silber · 5× Gold · 9× Platin ·                                      | 2.740.000 |

### Suga’s Interlude
| Land/Region     | Auszeichnungen für Musikverkäufe (Land/Region, Auszeichnung, Verkäufe) | Verkäufe |
| --------------- | ---------------------------------------------------------------------- | -------- |
| Brasilien (PMB) | Gold                                                                   | 20.000   |
| Insgesamt       | 1× Gold ·                                                              | 20.000   |

### Finally // Beautiful Stranger
| Land/Region               | Auszeichnungen für Musikverkäufe (Land/Region, Auszeichnung, Verkäufe) | Verkäufe |
| ------------------------- | ---------------------------------------------------------------------- | -------- |
| Brasilien (PMB)           | Gold                                                                   | 20.000   |
| Vereinigte Staaten (RIAA) | Gold                                                                   | 500.000  |
| Insgesamt                 | 2× Gold ·                                                              | 520.000  |

### You Should Be Sad
| Land/Region                  | Auszeichnungen für Musikverkäufe (Land/Region, Auszeichnung, Verkäufe) | Verkäufe  |
| ---------------------------- | ---------------------------------------------------------------------- | --------- |
| Australien (ARIA)            | Platin                                                                 | 70.000    |
| Brasilien (PMB)              | 2× Platin                                                              | 80.000    |
| Dänemark (IFPI)              | Gold                                                                   | 45.000    |
| Deutschland (BVMI)           | Gold                                                                   | 200.000   |
| Italien (FIMI)               | Gold                                                                   | 35.000    |
| Kanada (MC)                  | 3× Platin                                                              | 240.000   |
| Mexiko (AMPROFON)            | Gold                                                                   | 30.000    |
| Neuseeland (RMNZ)            | Gold                                                                   | 15.000    |
| Norwegen (IFPI)              | Gold                                                                   | 30.000    |
| Polen (ZPAV)                 | Platin                                                                 | 50.000    |
| Portugal (AFP)               | Gold                                                                   | 5.000     |
| Schweden (IFPI)              | Gold                                                                   | 40.000    |
| Vereinigte Staaten (RIAA)    | 3× Platin                                                              | 3.000.000 |
| Vereinigtes Königreich (BPI) | Platin                                                                 | 600.000   |
| Insgesamt                    | 8× Gold · 11× Platin ·                                                 | 4.410.000 |

### The Other Girl
| Land/Region               | Auszeichnungen für Musikverkäufe (Land/Region, Auszeichnung, Verkäufe) | Verkäufe |
| ------------------------- | ---------------------------------------------------------------------- | -------- |
| Kanada (MC)               | Gold                                                                   | 40.000   |
| Vereinigte Staaten (RIAA) | Gold                                                                   | 500.000  |
| Insgesamt                 | 2× Gold ·                                                              | 540.000  |

### Be Kind
| Land/Region                  | Auszeichnungen für Musikverkäufe (Land/Region, Auszeichnung, Verkäufe) | Verkäufe  |
| ---------------------------- | ---------------------------------------------------------------------- | --------- |
| Australien (ARIA)            | Platin                                                                 | 70.000    |
| Brasilien (PMB)              | Diamant                                                                | 160.000   |
| Dänemark (IFPI)              | Gold                                                                   | 45.000    |
| Italien (FIMI)               | Platin                                                                 | 70.000    |
| Kanada (MC)                  | 3× Platin                                                              | 240.000   |
| Mexiko (AMPROFON)            | Gold                                                                   | 30.000    |
| Norwegen (IFPI)              | Gold                                                                   | 30.000    |
| Österreich (IFPI)            | Gold                                                                   | 15.000    |
| Polen (ZPAV)                 | 2× Platin                                                              | 100.000   |
| Portugal (AFP)               | Gold                                                                   | 5.000     |
| Spanien (Promusicae)         | Gold                                                                   | 30.000    |
| Vereinigte Staaten (RIAA)    | 2× Platin                                                              | 2.000.000 |
| Vereinigtes Königreich (BPI) | Gold                                                                   | 400.000   |
| Insgesamt                    | 7× Gold · 9× Platin · 1× Diamant ·                                     | 3.195.000 |

### Life’s a Mess
| Land/Region                  | Auszeichnungen für Musikverkäufe (Land/Region, Auszeichnung, Verkäufe) | Verkäufe  |
| ---------------------------- | ---------------------------------------------------------------------- | --------- |
| Vereinigte Staaten (RIAA)    | Platin                                                                 | 1.000.000 |
| Vereinigtes Königreich (BPI) | Silber                                                                 | 200.000   |
| Insgesamt                    | 1× Silber · 1× Platin ·                                                | 1.200.000 |

### I Am Not a Woman, I’m a God
| Land/Region               | Auszeichnungen für Musikverkäufe (Land/Region, Auszeichnung, Verkäufe) | Verkäufe |
| ------------------------- | ---------------------------------------------------------------------- | -------- |
| Brasilien (PMB)           | Gold                                                                   | 20.000   |
| Vereinigte Staaten (RIAA) | Gold                                                                   | 500.000  |
| Insgesamt                 | 2× Gold ·                                                              | 520.000  |

### Forget Me Too
| Land/Region                  | Auszeichnungen für Musikverkäufe (Land/Region, Auszeichnung, Verkäufe) | Verkäufe  |
| ---------------------------- | ---------------------------------------------------------------------- | --------- |
| Australien (ARIA)            | Gold                                                                   | 35.000    |
| Brasilien (PMB)              | Gold                                                                   | 20.000    |
| Kanada (MC)                  | 2× Platin                                                              | 160.000   |
| Vereinigte Staaten (RIAA)    | Platin                                                                 | 1.000.000 |
| Vereinigtes Königreich (BPI) | Silber                                                                 | 200.000   |
| Insgesamt                    | 1× Silber · 2× Gold · 3× Platin ·                                      | 1.415.000 |

### Stay with Me
| Land/Region                  | Auszeichnungen für Musikverkäufe (Land/Region, Auszeichnung, Verkäufe) | Verkäufe |
| ---------------------------- | ---------------------------------------------------------------------- | -------- |
| Australien (ARIA)            | Gold                                                                   | 35.000   |
| Brasilien (PMB)              | Gold                                                                   | 20.000   |
| Vereinigtes Königreich (BPI) | Silber                                                                 | 200.000  |
| Insgesamt                    | 1× Silber · 2× Gold ·                                                  | 255.000  |

### So Good
| Land/Region               | Auszeichnungen für Musikverkäufe (Land/Region, Auszeichnung, Verkäufe) | Verkäufe |
| ------------------------- | ---------------------------------------------------------------------- | -------- |
| Brasilien (PMB)           | Gold                                                                   | 20.000   |
| Kanada (MC)               | Gold                                                                   | 40.000   |
| Vereinigte Staaten (RIAA) | Gold                                                                   | 500.000  |
| Insgesamt                 | 3× Gold ·                                                              | 560.000  |

## Auszeichnungen nach Liedern

### Trouble
| Land/Region               | Auszeichnungen für Musikverkäufe (Land/Region, Auszeichnung, Verkäufe) | Verkäufe |
| ------------------------- | ---------------------------------------------------------------------- | -------- |
| Vereinigte Staaten (RIAA) | Gold                                                                   | 500.000  |
| Insgesamt                 | 1× Gold ·                                                              | 500.000  |

### Is There Somewhere
| Land/Region               | Auszeichnungen für Musikverkäufe (Land/Region, Auszeichnung, Verkäufe) | Verkäufe |
| ------------------------- | ---------------------------------------------------------------------- | -------- |
| Vereinigte Staaten (RIAA) | Gold                                                                   | 500.000  |
| Insgesamt                 | 1× Gold ·                                                              | 500.000  |

### The Feeling
| Land/Region                  | Auszeichnungen für Musikverkäufe (Land/Region, Auszeichnung, Verkäufe) | Verkäufe  |
| ---------------------------- | ---------------------------------------------------------------------- | --------- |
| Australien (ARIA)            | Platin                                                                 | 70.000    |
| Brasilien (PMB)              | Platin                                                                 | 60.000    |
| Dänemark (IFPI)              | Gold                                                                   | 45.000    |
| Kanada (MC)                  | Platin                                                                 | 80.000    |
| Neuseeland (RMNZ)            | Gold                                                                   | 7.500     |
| Norwegen (IFPI)              | Gold                                                                   | 30.000    |
| Schweden (IFPI)              | Gold                                                                   | 20.000    |
| Vereinigte Staaten (RIAA)    | Platin                                                                 | 1.000.000 |
| Vereinigtes Königreich (BPI) | Silber                                                                 | 200.000   |
| Insgesamt                    | 1× Silber · 4× Gold · 4× Platin ·                                      | 1.512.500 |

### Coming Down
| Land/Region               | Auszeichnungen für Musikverkäufe (Land/Region, Auszeichnung, Verkäufe) | Verkäufe |
| ------------------------- | ---------------------------------------------------------------------- | -------- |
| Vereinigte Staaten (RIAA) | Gold                                                                   | 500.000  |
| Insgesamt                 | 1× Gold ·                                                              | 500.000  |

### Roman Holiday
| Land/Region               | Auszeichnungen für Musikverkäufe (Land/Region, Auszeichnung, Verkäufe) | Verkäufe |
| ------------------------- | ---------------------------------------------------------------------- | -------- |
| Vereinigte Staaten (RIAA) | Gold                                                                   | 500.000  |
| Insgesamt                 | 1× Gold ·                                                              | 500.000  |

### Haunting
| Land/Region               | Auszeichnungen für Musikverkäufe (Land/Region, Auszeichnung, Verkäufe) | Verkäufe |
| ------------------------- | ---------------------------------------------------------------------- | -------- |
| Vereinigte Staaten (RIAA) | Gold                                                                   | 500.000  |
| Insgesamt                 | 1× Gold ·                                                              | 500.000  |

### Control
| Land/Region                  | Auszeichnungen für Musikverkäufe (Land/Region, Auszeichnung, Verkäufe) | Verkäufe  |
| ---------------------------- | ---------------------------------------------------------------------- | --------- |
| Brasilien (PMB)              | Gold                                                                   | 30.000    |
| Polen (ZPAV)                 | Gold                                                                   | 25.000    |
| Vereinigte Staaten (RIAA)    | Platin                                                                 | 1.000.000 |
| Vereinigtes Königreich (BPI) | Silber                                                                 | 200.000   |
| Insgesamt                    | 1× Silber · 2× Gold · 1× Platin ·                                      | 1.255.000 |

### Gasoline
| Land/Region                  | Auszeichnungen für Musikverkäufe (Land/Region, Auszeichnung, Verkäufe) | Verkäufe  |
| ---------------------------- | ---------------------------------------------------------------------- | --------- |
| Australien (ARIA)            | Gold                                                                   | 35.000    |
| Brasilien (PMB)              | Platin                                                                 | 60.000    |
| Neuseeland (RMNZ)            | Platin                                                                 | 30.000    |
| Polen (ZPAV)                 | Platin                                                                 | 50.000    |
| Schweden (IFPI)              | Gold                                                                   | 40.000    |
| Vereinigte Staaten (RIAA)    | 3× Platin                                                              | 3.000.000 |
| Vereinigtes Königreich (BPI) | Silber                                                                 | 200.000   |
| Insgesamt                    | 1× Silber · 2× Gold · 6× Platin ·                                      | 3.415.000 |

### Hold Me Down
| Land/Region               | Auszeichnungen für Musikverkäufe (Land/Region, Auszeichnung, Verkäufe) | Verkäufe  |
| ------------------------- | ---------------------------------------------------------------------- | --------- |
| Australien (ARIA)         | Gold                                                                   | 35.000    |
| Vereinigte Staaten (RIAA) | Platin                                                                 | 1.000.000 |
| Insgesamt                 | 1× Gold · 1× Platin ·                                                  | 1.035.000 |

### Young God
| Land/Region               | Auszeichnungen für Musikverkäufe (Land/Region, Auszeichnung, Verkäufe) | Verkäufe |
| ------------------------- | ---------------------------------------------------------------------- | -------- |
| Vereinigte Staaten (RIAA) | Gold                                                                   | 500.000  |
| Insgesamt                 | 1× Gold ·                                                              | 500.000  |

### Drive
| Land/Region               | Auszeichnungen für Musikverkäufe (Land/Region, Auszeichnung, Verkäufe) | Verkäufe |
| ------------------------- | ---------------------------------------------------------------------- | -------- |
| Vereinigte Staaten (RIAA) | Gold                                                                   | 500.000  |
| Insgesamt                 | 1× Gold ·                                                              | 500.000  |

### Sorry
| Land/Region                  | Auszeichnungen für Musikverkäufe (Land/Region, Auszeichnung, Verkäufe) | Verkäufe  |
| ---------------------------- | ---------------------------------------------------------------------- | --------- |
| Brasilien (PMB)              | Platin                                                                 | 40.000    |
| Polen (ZPAV)                 | Gold                                                                   | 25.000    |
| Portugal (AFP)               | Gold                                                                   | 5.000     |
| Vereinigte Staaten (RIAA)    | Platin                                                                 | 1.000.000 |
| Vereinigtes Königreich (BPI) | Silber                                                                 | 200.000   |
| Insgesamt                    | 1× Silber · 2× Gold · 2× Platin ·                                      | 1.270.000 |

### Walls Could Talk
| Land/Region               | Auszeichnungen für Musikverkäufe (Land/Region, Auszeichnung, Verkäufe) | Verkäufe  |
| ------------------------- | ---------------------------------------------------------------------- | --------- |
| Brasilien (PMB)           | Platin                                                                 | 40.000    |
| Vereinigte Staaten (RIAA) | Platin                                                                 | 1.000.000 |
| Insgesamt                 | 2× Platin ·                                                            | 1.040.000 |

### Damage
| Land/Region | Auszeichnungen für Musikverkäufe (Land/Region, Auszeichnung, Verkäufe) | Verkäufe |
| ----------- | ---------------------------------------------------------------------- | -------- |
| Kanada (MC) | Gold                                                                   | 40.000   |
| Insgesamt   | 1× Gold ·                                                              | 40.000   |

### Die for Me
| Land/Region                  | Auszeichnungen für Musikverkäufe (Land/Region, Auszeichnung, Verkäufe) | Verkäufe  |
| ---------------------------- | ---------------------------------------------------------------------- | --------- |
| Australien (ARIA)            | Platin                                                                 | 70.000    |
| Brasilien (PMB)              | Platin                                                                 | 40.000    |
| Kanada (MC)                  | 2× Platin                                                              | 160.000   |
| Vereinigte Staaten (RIAA)    | Platin                                                                 | 1.000.000 |
| Vereinigtes Königreich (BPI) | Silber                                                                 | 1.200.000 |
| Insgesamt                    | 1× Silber · 5× Platin ·                                                | 1.470.000 |

### I’m Not Mad
| Land/Region               | Auszeichnungen für Musikverkäufe (Land/Region, Auszeichnung, Verkäufe) | Verkäufe |
| ------------------------- | ---------------------------------------------------------------------- | -------- |
| Vereinigte Staaten (RIAA) | Gold                                                                   | 500.000  |
| Insgesamt                 | 1× Gold ·                                                              | 500.000  |

### Still Learning
| Land/Region               | Auszeichnungen für Musikverkäufe (Land/Region, Auszeichnung, Verkäufe) | Verkäufe |
| ------------------------- | ---------------------------------------------------------------------- | -------- |
| Vereinigte Staaten (RIAA) | Gold                                                                   | 500.000  |
| Insgesamt                 | 1× Gold ·                                                              | 500.000  |

### Could Have Been Me
| Land/Region                  | Auszeichnungen für Musikverkäufe (Land/Region, Auszeichnung, Verkäufe) | Verkäufe |
| ---------------------------- | ---------------------------------------------------------------------- | -------- |
| Vereinigte Staaten (RIAA)    | Gold                                                                   | 500.000  |
| Vereinigtes Königreich (BPI) | Silber                                                                 | 200.000  |
| Insgesamt                    | 1× Silber · 1× Gold ·                                                  | 700.000  |

## Auszeichnungen nach Musikstreamings

### Boy with Luv
| Land/Region     | Auszeichnungen für Musikverkäufe (Land/Region, Auszeichnung, Verkäufe) | Verkäufe    |
| --------------- | ---------------------------------------------------------------------- | ----------- |
| Japan (RIAJ)    | 2× Platin                                                              | 200.000.000 |
| Südkorea (KMCA) | 3× Platin                                                              | 300.000.000 |
| Insgesamt       | 5× Platin ·                                                            | 500.000.000 |

### Closer
| Land/Region  | Auszeichnungen für Musikverkäufe (Land/Region, Auszeichnung, Verkäufe) | Verkäufe    |
| ------------ | ---------------------------------------------------------------------- | ----------- |
| Japan (RIAJ) | Platin                                                                 | 100.000.000 |
| Insgesamt    | 1× Platin ·                                                            | 100.000.000 |

## Statistik und Quellen
| Land/RegionAuszeichnungen für Musikverkäufe (Land/Region, Auszeichnungen, Verkäufe, Quellen) | Silber       | Gold         | Platin         | Diamant       | Verkäufe   | Quellen              |
| -------------------------------------------------------------------------------------------- | ------------ | ------------ | -------------- | ------------- | ---------- | -------------------- |
| Argentinien (CAPIF)                                                                          | —            | —            | 5× Platin5     | —             | 100.000    | Einzelnachweise      |
| Australien (ARIA)                                                                            | —            | 9× Gold9     | 61× Platin61   | —             | 4.585.000  | aria.com.au          |
| Belgien (BRMA)                                                                               | —            | 2× Gold2     | 4× Platin4     | —             | 165.000    | ultratop.be          |
| Brasilien (PMB)                                                                              | —            | 11× Gold11   | 18× Platin18   | 10× Diamant10 | 2.930.000  | pro-musicabr.org.br  |
| Dänemark (IFPI)                                                                              | —            | 8× Gold8     | 9× Platin9     | —             | 1.065.000  | ifpi.dk              |
| Deutschland (BVMI)                                                                           | —            | 2× Gold2     | 5× Platin5     | —             | 2.400.000  | musikindustrie.de    |
| Finnland (IFPI)                                                                              | —            | 4× Gold4     | 3× Platin3     | —             | 180.000    | Einzelnachweise      |
| Frankreich (SNEP)                                                                            | —            | 2× Gold2     | Platin1        | 2× Diamant2   | 966.666    | snepmusique.com      |
| Italien (FIMI)                                                                               | —            | 3× Gold3     | 11× Platin11   | —             | 715.000    | fimi.it              |
| Japan (RIAJ)                                                                                 | —            | —            | 3× Platin3     | Diamant1      | 1.000.000  | riaj.or.jp JP2       |
| Kanada (MC)                                                                                  | —            | 5× Gold5     | 42× Platin42   | 2× Diamant2   | 5.160.000  | musiccanada.com      |
| Kolumbien (ASINCOL)                                                                          | —            | Gold1        | —              | —             | 5.000      | Einzelnachweise      |
| Mexiko (AMPROFON)                                                                            | —            | 9× Gold9     | 6× Platin6     | 4× Diamant4   | 1.830.000  | amprofon.com.mx      |
| Neuseeland (RMNZ)                                                                            | —            | 3× Gold3     | 38× Platin38   | —             | 1.132.500  | radioscope.co.nz NZ2 |
| Niederlande (NVPI)                                                                           | —            | Gold1        | Platin1        | —             | 60.000     | nvpi.nl              |
| Norwegen (IFPI)                                                                              | —            | 6× Gold6     | 13× Platin13   | —             | 840.000    | ifpi.no              |
| Österreich (IFPI)                                                                            | —            | 3× Gold3     | Platin1        | —             | 75.000     | ifpi.at              |
| Philippinen (PARI)                                                                           | —            | —            | 2× Platin2     | —             | 30.000     | Einzelnachweise      |
| Polen (ZPAV)                                                                                 | —            | 6× Gold6     | 15× Platin15   | 3× Diamant3   | 1.235.000  | olis.pl              |
| Portugal (AFP)                                                                               | —            | 5× Gold5     | 7× Platin7     | —             | 95.000     | Einzelnachweise      |
| Schweden (IFPI)                                                                              | —            | 11× Gold11   | 10× Platin10   | —             | 970.000    | sverigetopplistan.se |
| Schweiz (IFPI)                                                                               | —            | —            | 4× Platin4     | —             | 80.000     | hitparade.ch         |
| Singapur (RIAS)                                                                              | —            | 2× Gold2     | Platin1        | —             | 20.000     | rias.org.sg          |
| Spanien (Promusicae)                                                                         | —            | 3× Gold3     | 5× Platin5     | —             | 450.000    | elportaldemusica.es  |
| Südkorea (KMCA)                                                                              | —            | —            | 4× Platin4     | —             | 2.500.000  | gaonchart.co.kr      |
| Vereinigte Staaten (RIAA)                                                                    | —            | 19× Gold19   | 65× Platin65   | 2× Diamant2   | 94.500.000 | riaa.com             |
| Vereinigtes Königreich (BPI)                                                                 | 16× Silber16 | 6× Gold6     | 14× Platin14   | —             | 13.100.000 | bpi.co.uk            |
| Insgesamt                                                                                    | 16× Silber16 | 121× Gold121 | 348× Platin348 | 24× Diamant24 |            |                      |